# Olszowy Kierz
Olszowy Kierz (kaszb. Òlszowi Czerz) – osada kaszubska w Polsce położona w województwie pomorskim, w powiecie kościerskim, w gminie Nowa Karczma, w pobliżu trasy drogi wojewódzkiej nr 224. Wieś jest częścią składową sołectwa Nowa Karczma.
W latach 1975–1998 miejscowość administracyjnie należała do województwa gdańskiego.